# Kathleen Lake
Der Kathleen Lake ist ein See im kanadischen Yukon-Territorium.

## Lage
Der 3398 ha große Kathleen Lake liegt 20 km südöstlich von Haines Junction. Der Haines Highway (Yukon Highway 3) verläuft unweit des Ostufers des Sees. Der Kathleen Lake befindet sich im äußersten Osten der Kluane National Park and Reserve of Canada. Der See liegt auf einer Höhe von 754 m. Er hat eine Länge von 10 km und ist maximal 7 km breit. Er wird vom Kathleen River, einem Nebenfluss des Dezadeash River, am Ostufer des Sees entwässert.